# ماي بريت موزر
ماي بريت موزر (بالنرويجية: May-Britt Moser)‏ مواليد 4 يناير 1963 هي عالمة أعصاب ونفسانية نرويجية، ومديرة وأحد مؤسسي معهد علم الأعصاب والأحياء في الجامعة النرويجية للعلوم والتكنولوجيا (NTNU) في مدينة تروندهايم في النرويج.
قامت موزر وزوجها إدوارد موزر بالبحث في آلية تحديد المواقع داخل المخ البشري، وتم تعيين موزر كأستاذة مساعدة في قسم علم النفس والأعصاب في الجامعة النرويجية للعلوم والتكنولوجيا سنة 1996، وبعد أقل من عام حصلت على الدكتوراه. ثم أسست مركز لأحياء الذاكرة في سنة 2002 وسمي معهد كافلي، ويعتبر الخامس عشر في العالم سنة 2007.
حصلت على جائزة نوبل للطب سنة 2014 مع جون أوكيف وزوجها إدوارد موزر.

## إنجازاتها العلمية
اكتشافات جون أوكيف وماي بريت موزر وإدوارد موزر حلت مشكلة شغلت فلاسفة وعلماء على مدى قرون وهي كيف يضع الدماغ خارطة للمكان المحيط بنا وكيف يمكننا ان نجد طريقنا في محيط معقد وكيف نخزن هذه المعلومات بطريقة نتمكن من خلالها فورا بايجاد طريقنا في المرة الثانية التي نسلك فيها هذا الطريق.
واكتشفت ماي بريت وزوجها إدوارد موزر مفتاح آخر أساسي من نظام تحديد المواقع داخل المخ، وحددا نوعا آخر من الخلايا العصبية، التي أطلقا عليها اسم «خلايا الشبكة»، التي تولد نظام تنسيق وتحديد المواقع بدقة داخل المخ، وأظهرت بحوثهما لاحقا، كيف يقوم المخ بتحديد المكان وكيف تعمل شبكة الخلايا أثناء التنقل من مكان لآخر.

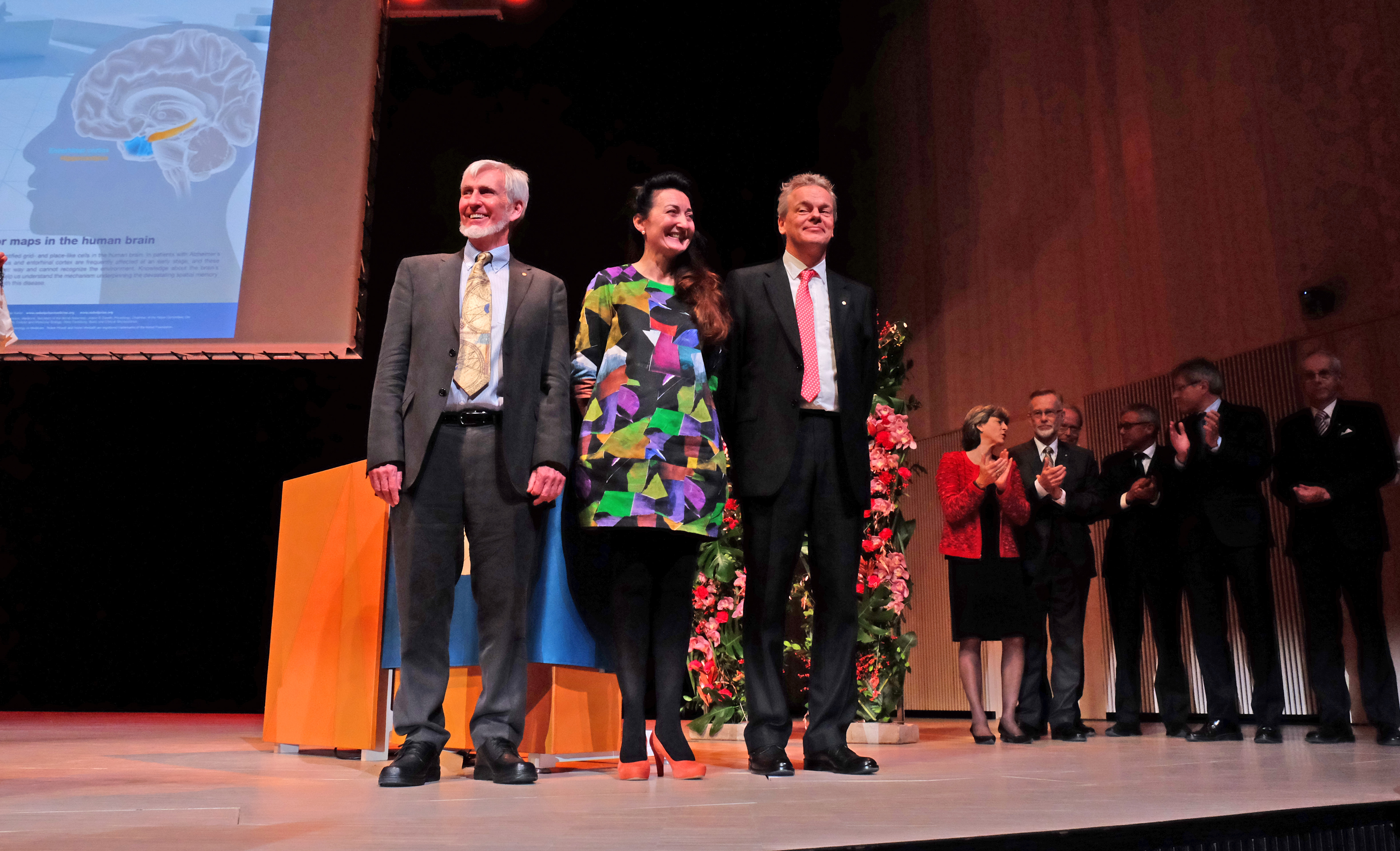
ماي بريت موزر مع عالم الأعصاب جون أوكيف وزوجها العالم إدوارد موزر وأعضاء لجنة نوبل لعلم وظائف الأعضاء والطب

## الجوائز
- 1999: جائزة العلماء الشباب التي تمنحها الأكاديمية الملكية النرويجية للعلوم والآداب.
- 2006: جائزة بيتي وكوتزر لأبحاث الدماغ (جامعة زيورخ).
- 2011: لويس جينتيت للطب  [لغات أخرى]‏
- 2011: جائزة أندريس ياهر.[15] (مع إدوارد موزر)
- 2012:جائزة بيرل لعلم الأعصاب (مع إدوارد موزر).[16]
- 2013:جائزة لويزا غروس هورويتز (مع جون أوكيف وزوجها إدوارد موزر).[17]
- 2014: جائزة كارل لاشلي سبنسر.
- 2014: بجائزة نوبل للطب (مع جون أوكيف إدوارد موزر).[13][14]

## روابط خارجية
- ماي بريت موزر على موقع IMDb (الإنجليزية)
- ماي بريت موزر على موقع الموسوعة البريطانية (الإنجليزية)
- ماي بريت موزر على موقع مونزينجر (الألمانية)